# Гиресун
Гиресун (тур. Giresun) је град у Турској у вилајету Гиресун. Према процени из 2009. у граду је живело 90.827 становника.

## Становништво
Према процени, у граду је 2009. живело 90.827 становника.
| 1990.  | 2000.  |
| ------ | ------ |
| 67.604 | 83.636 |